# Clivia (Operette)
Clivia ist eine Operette in drei Akten von Nico Dostal. Sie gilt als sein erfolgreichstes Bühnenwerk. Das Libretto verfasste Charles Amberg. Uraufführung war am 23. Dezember 1933 am Berliner Theater am Nollendorfplatz.

## Orchester
Zwei Flöten, eine Oboe, zwei Hörner, zwei Trompeten, zwei Posaunen, eine Harfe, ein Klavier, eine Celesta, Schlagwerk und Streicher

## Handlung
Die Operette spielt in Boliguay, einer fiktiven Republik in Südamerika, zu der Zeit, als die Operette uraufgeführt wurde, also in den 1930er-Jahren.

### Erster Akt
Bild: Estancia in den Bergen
Der Amerikaner E. W. Patterton ist ein einflussreicher Finanzmagnat, der zwielichtige geschäftliche Verbindungen zur Republik Boliguay unterhält. Dass ausgerechnet jetzt dort eine Revolution stattgefunden hat, bei der General Juan Olivero zum Präsidenten ausgerufen worden ist, durchkreuzt seine Pläne. Aber Patterton wäre nicht Patterton, wenn er keinen Ausweg wüsste. Mit Geld kann man schließlich alles regeln. So gründet er kurzerhand eine Filmgesellschaft. Mit der Crew, zu der auch die bekannte Schauspielerin Clivia Gray gehört, macht er sich auf nach Boliguay, angeblich nur in der Absicht, dort einen Film zu drehen; doch die Grenzer verweigern dem Team die Einreise, weil Ausländer keine Arbeitsgenehmigung bekämen.
Caudillo, der Besitzer der Estancia, in der das Filmteam Zwischenstation macht, weiß Rat: Eine Dame der Crew solle doch einfach zum Schein einen boliguayischen Bürger heiraten, dann bekomme sie die boliguayische Staatsangehörigkeit und dürfe mit dem gesamten Filmteam einreisen. Weil Clivia eine begehrenswerte junge Schönheit ist, wird sie sogleich von Patterton als Opfer auserkoren. Sie ahnt zwar, dass Patterton keine hehren Ziele verfolgt, aber andererseits reizt sie der Plan. Es muss jetzt nur noch ein heiratswilliger Boliguayer gefunden werden. Der Reporter der Chicagoer Times, der das Team begleitet, wird beauftragt, einen geeigneten Kandidaten zu suchen. Es dauert auch nicht lange, bis er mit Gaucho Juan Damigo eintrifft. Das ihm angebotene Geld lehnt er ab, doch beim Anblick von Clivias Schönheit erklärt er sich schnell zum Heiraten bereit.

### Zweiter Akt
Bild: Hotelsaal
Das Filmteam durfte inzwischen nach Boliguay einreisen und logiert im vornehmsten Hotel der Hauptstadt. Um den Putsch gegen die Regierung vorzubereiten, hat Patterton allerlei Oppositionspolitiker und sonstige einflussreichen Leute eingeladen. Zur Tarnung veranstaltet er im Hotelsaal ein Fest. Dabei ahnt Patterton nicht, dass ihm der Geheimdienst seines Gastlandes längst auf die Schliche gekommen ist und seine Gäste von ein paar verdeckten Ermittlern unterwandert sind.
Auch wenn Clivia und Juan Damigo nur zum Schein geheiratet haben, kommen sie sich dennoch immer näher, ja, sie verlieben sich sogar ineinander. Als das Fest seinem Höhepunkt zustrebt, schnappt die Falle zu. Das Filmteam wird verhaftet und muss hinter Gitter. Jetzt erfahren die Ahnungslosen auch, wer der Gaucho Juan Damigo in Wirklichkeit ist: Olivero, der amtierende Präsident der Republik!

### Dritter Akt
Bild: Konferenzzimmer im Präsidentenpalast
Olivero kann sich nicht auf die Staatsgeschäfte konzentrieren, weil ihm immer noch Clivia im Kopfe herumspukt. Nach allem, was geschehen ist, zweifelt er an ihrer Liebe. Andererseits ist er sich aber auch nicht sicher, ob Clivia von Patterton nur als Spielfigur für seinen aberwitzigen Plan herhalten musste. Da kommt ihm der Reporter Lelio Down, der sich inzwischen in Oliveros Cousine Yola verliebt hat, mit einer rettenden Idee zu Hilfe: Er solle einfach dafür sorgen, dass Clivia und Patterton fliehen könnten. Je nachdem, wie sich die Frau verhalte, wisse er, ob sie es ernst mit ihrer Liebe zu ihm meine.
Lelio Downs Vorschlag wird ausgeführt. Patterton weiß, dass seine Putschpläne komplett gescheitert sind. Er resigniert und kann über die Grenze fliehen. Clivia hingegen sucht den Präsidenten auf und verkündet öffentlich, dass sie von Patterton mehr oder weniger gezwungen worden war, die Scheinheirat einzugehen. Jetzt aber wolle sie aus der Scheinehe eine richtige Ehe machen. Nun weiß Olivero, dass ihn Clivia aufrichtig liebt. Mit Jubelrufen des Volkes auf seinen Präsidenten und die zukünftige First Lady endet die Operette.

## Musik
Zahlreiche südamerikanische Rhythmen verleihen dem Werk einen exotischen Charakter. Nicht zu kurz kommen aber auch gefühlvoll angehauchte einschmeichelnde Melodien. Musikalischer Höhepunkt ist Clivias Lied Ich bin verliebt,. Daneben seien noch folgende Nummern hervorgehoben:
- Man spricht heut nur noch von Clivia,
- Mir ist nicht ganz geheuer vor diesem Abenteuer,
- Mit dir will ich durchs Leben wandern,
- Sie sind mir so sympathisch,
- Wunderbar wie nie ein Wunder war und
- Man muss mal ab und zu verreisen.

## Tonträger
- Operettenquerschnitt auf CD bei Eurodisc mit Margit Schramm, Rudolf Schock und den Berliner Symphonikern (Aufnahme von 1971)
- Operettenquerschnitt auf LP mit Renate Holm, Peter Minich, Friedel Blasius und dem Kölner Rundfunkorchester unter der Leitung von Franz Marszalek (Aufnahme von 1963)
- 2023: Aufnahme mit Sieglinde Feldhofer, Matthias Koziorowski, Anna Brull, Ivan Orescanin, Markus Butter, Chor der Oper Graz, Grazer Philharmoniker unter Marius Burkert, cpo[1]

## Verfilmung
Der tschechische Regisseur Karl Anton verfilmte die Operette 1954 nach einem Drehbuch, das er selbst zusammen mit Ernst Nebhut verfasst hatte. Die Hauptrollen spielten Claude Farell, Peter Pasetti, Hans Richter, Paul Dahlke und Herta Staal. Das Lexikon des internationalen Films kam zu folgendem Urteil: Verfilmung der Operette von Nico Dostal mit ein paar gefälligen Melodien, spärlichem Charme und begrenztem Unterhaltungswert. 